# Jack Gore
Jack Gore (* 19. Mai 2005 in New York City, New York) ist ein US-amerikanischer Schauspieler. Bekanntheit erlangte er vor allem durch seine Rollen aus den Serien Billions und The Michael J. Fox Show.

## Werdegang
Jack Gore war erstmals 2013 im Alter von acht Jahren im Horrorfilm We Are What We Are vor der Kamera zu sehen. Im selben Jahr übernahm er als Graham Henry eine Hauptrolle in der Sitcom The Michael J. Fox Show, die bereits nach einem Jahr eingestellt wurde. Es folgten Auftritte in einigen Independentfilmen, bevor er 2017 im Filmdrama Wonder Wheel von Woody Allen als Richie zu sehen war.
Seit 2016 ist er in der Serie Billions in der Rolle des Gordie Axelrod zu sehen. Bis 2020 stand er 18 Episoden vor der Kamera. Es folgten Gastauftritte in Electric Dreams und Bull. Von 2018 bis 2019 war er als Timmy Cleary in der Serie The Kids Are Alright zu sehen, die ebenfalls nach einer Staffel eingestellt wurde. 2019 übernahm im Science-Fiction-Film Rim of the World die Hauptrolle des Alex, der beim Streamingdienstanbieter Netflix veröffentlicht wurde. 

## Filmografie (Auswahl)
- 2013: We Are What We Are
- 2013–2014: The Michael J. Fox Show (Fernsehserie, 22 Episoden)
- 2014: Every Secret Thing
- 2014: More Time with Family (Fernsehfilm)
- 2015: Problem Child (Fernsehfilm)
- 2015–2016: Billy & Billie (Fernsehserie, 4 Episoden)
- 2016: Law & Order: Special Victims Unit (Fernsehserie, Episode 17x11)
- seit 2016: Billions (Fernsehserie)
- 2017: Wonder Wheel
- 2017: Ferdinand – Geht STIERisch ab! (Ferdinand, Stimme im Original)
- 2018: Electric Dreams (Fernsehserie, Episode 1x07)
- 2018: Ideal Home
- 2018–2019: The Kids Are Alright (Fernsehserie, 23 Episoden)
- 2019: Rim of the World
- 2019: Bull (Fernsehserie, Episode 4x08)
- 2020: SpongeBob Schwammkopf: Eine schwammtastische Rettung (The SpongeBob Movie: Sponge on the Run, Stimme)
- 2021: Things Heard & Seen
- 2021: Just Beyond (Fernsehserie, Episode 1x08)